# Prejudice (film 1915)
Prejudice è un cortometraggio muto del 1915 interpretato e diretto da Tom Moore.

## Produzione
Il film fu prodotto dalla Kalem Company.

## Distribuzione
Distribuito dalla General Film Company, il film - un cortometraggio di tre bobine - uscì nelle sale cinematografiche USA il 28 maggio 1915.